# Eckhard Christoph von Knuth

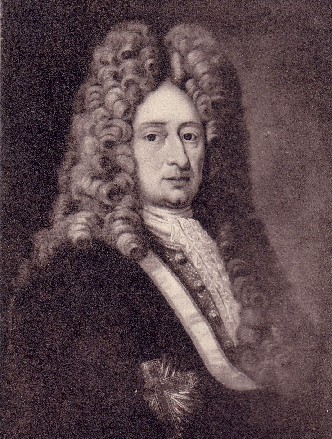
Eckhard Christoph Knuth

Graf Eckhard Christoph von Knuth, dänisch: Eggert Christopher von Knuth (* 15. Januar 1643 in Leizen; † 25. Februar 1697 in Kopenhagen) war ein mecklenburgisch-dänischer Gutsherr, Amtmann und Geheimrat. Er begründete als Graf von Knuth die dänische Linie des Hauses Knuth.

## Leben
Knuth wurde in die mecklenburgische Adelsfamilie von Knuth geboren. Seine Eltern waren der Rittmeister und Provisor des Klosters Malchow Jacob Ernst von Knuth (1609–1675) und Elisabeth von Knuth, geborene Morin († 1689). Mit seinem Bruder Adam Levin wurde er als Page an den dänischen Königshof geschickt.
Knuth vollendete seine Erziehung auf Reisen und wurde danach als Kammerjunker in der Güstrower Residenz Herzog Gustav Adolfs angestellt. 1670 beendet er seinen dortigen Dienst und ging nach Dänemark. Dort erhielt er sehr rasch eine Einladung, dem König als Kammerjunker zu dienen, nahm diese wahr und blieb bis 1677 am Hofe. Darauf wurde er Amtmann über die mecklenburgische Stadt Neukloster und Insel Poel, die seit einigen Jahren in brandenburgischem Besitz war. Am 6. Mai desselben Jahres heiratete er Søster Lerche (1658–1729), Tochter des Etatsråds Cornelius Pedersen Lerche und Anna Kirstine Friis'.
1680 kam es zu einem Vergleich der Brüder Jacob Ernst, Adam Levin und Eckhard Christoph von Knuth. Dabei bekam Jacob Ernst das Gut Leizen zugesprochen, Adam Levin Ludorf und Zielow und Eckhard Christoph Melz und Priborn.
1684 wurde er Etatsråd, im nächsten Jahre wurde er Landrat in Schleswig und Amtmann des Schleswigschen Domkapitels. 1690 wurde er auch Amtmann von Kronborg und Frederiksborg. 1693 wurde er Konferensråd und Ritter vom Dannebrogorden mit dem Wahlspruch „Nihil nisi honestum“ („nichts ohne Ehre“). 1695 wurde er Geheimrat.
Nach einigen Jahren der Schwäche starb Knuth in Kopenhagen. Als Familienoberhaupt folgte ihm sein ältester Sohn Adam Christoph von Knuth nach.
In Karl Bartschs Sagen, Märchen, Gebräuche aus Mecklenburg findet Knuth im Kapitel Die Hexe von Melz. Erwähnung.

## Nachkommen
Aus der Ehe mit Søster von Knuth entsprangen elf Kinder:
- Anne Christine von Knuth (* ca. 1678; † 10. Dezember 1723)
- Charlotte Amalie von Knuth (* 1678; † 1732) ⚭ Joachim von Pritzbuer (1665–1719)
- Kind unbekannten Namens (* nach 1677; † 2. September 1685)
- Christian Friedrich von Knuth[5] (* 8. März 1681; † 13. oder 14. Juni 1703, auch Christian Frederik von Knuth), Kammerjunker
- Elisabeth Sophie von Knuth (* 15. Mai 1682; † 21. Dezember 1684)
- Cornelia von Knuth (* 19. Februar 1684; † 1736) ⚭ Adam Levin I. von Knuth (1681–1751)
- Elisabeth Sophie von Knuth (* 15. September 1685; † 3. August 1742)
- Lehnsgraf Adam Christoph von Knuth-Knuthenborg (* 28. August 1687; † 23. Januar 1736)
- Jacobine Ernestine von Knuth (* 6. Februar 1689; † 21. April 1743)
- Jacob Levin von Knuth (* 12. August 1690; † 26. März 1694)
- Eleonore Margrethe von Knuth (* 1691; † 8. Mai 1767)

## Vorfahren
| Jacob von Knuth Herr auf Leizen, Priborn und Spitzkuhn               | Sophie von Knuth, geb. von Kruse                                     | Adam von Knuth Herr auf Leizen und Priborn        | Catharine von Knuth, geb. von Pritzbuer           | Henneke der Ältere von Morin                 | ?                                            | ?                                   | ?                                   |
| Wentzloff IV. von Knuth Herr auf Leizen, Priborn, Spitzkuhn und Melz | Wentzloff IV. von Knuth Herr auf Leizen, Priborn, Spitzkuhn und Melz | Anna von Knuth                                    | Anna von Knuth                                    | Henneke der Jüngere von Morin Herr auf Kelle | Henneke der Jüngere von Morin Herr auf Kelle | Katharine von Morin, geb. von Wolde | Katharine von Morin, geb. von Wolde |
| Jacob Ernst von Knuth Herr auf Leizen und Priborn                    | Jacob Ernst von Knuth Herr auf Leizen und Priborn                    | Jacob Ernst von Knuth Herr auf Leizen und Priborn | Jacob Ernst von Knuth Herr auf Leizen und Priborn | Elisabeth von Knuth, geb. von Morin          | Elisabeth von Knuth, geb. von Morin          | Elisabeth von Knuth, geb. von Morin | Elisabeth von Knuth, geb. von Morin |
| Eckhard Christoph von Knuth Graf von Knuth                           |                                                                      |                                                   |                                                   |                                              |                                              |                                     |                                     |

## Endnoten
1. 1 2  Knuth oder Knuht, Knuten. In: Johann Heinrich Zedler: Grosses vollständiges Universal-Lexicon Aller Wissenschafften und Künste. Band 15, Leipzig 1737, Sp. 1173.
2. ↑  Geschichte Ludorfs. (Memento des Originals vom 25. April 2016 im Internet Archive)  Info: Der Archivlink wurde automatisch eingesetzt und noch nicht geprüft. Bitte prüfe Original- und Archivlink gemäß Anleitung und entferne dann diesen Hinweis. (PDF).
3. ↑  Friedrich Ludwig Anton Hörschelmann: Friedrich Ludwig Anton Hörschelmann's genealogische Adelshistorie. Erster Teil des ersten Bandes, Erfurt 1772, S. 103 f.
4. ↑  Karl Bartsch: Sagen, Märchen, Gebräuche aus Mecklenburg. Erster Band. Vollständige Neuausgabe, herausgegeben von Karl-Maria Guth. Berlin 2013 [Wien 1879/80], S. 120 (Sage Nr. 125: Die Hexe von Melz. zeno.org).
5. ↑  Friedrich Ludwig Anton Hörschelmann: Friedrich Ludwig Anton Hörschelmann’s genealogische Adelshistorie. Erster Teil des ersten Bandes, Erfurt 1772, S. 106.

| Vorgänger            | Amt                                              | Nachfolger                   |
| -------------------- | ------------------------------------------------ | ---------------------------- |
| Linie neu geschaffen | Oberhaupt des Hauses Knuth-Knuthenborg 16??–1697 | Christian Frederik von Knuth |

| Personendaten    | Personendaten                                             |
| ---------------- | --------------------------------------------------------- |
| NAME             | Knuth, Eckhard Christoph von                              |
| ALTERNATIVNAMEN  | Knuth, Eggert Christopher von                             |
| KURZBESCHREIBUNG | mecklenburgisch-dänischer Gutsherr, Amtmann und Geheimrat |
| GEBURTSDATUM     | 15. Januar 1643                                           |
| GEBURTSORT       | Leizen                                                    |
| STERBEDATUM      | 25. Februar 1697                                          |
| STERBEORT        | Kopenhagen                                                |